# Nigèria del Nord

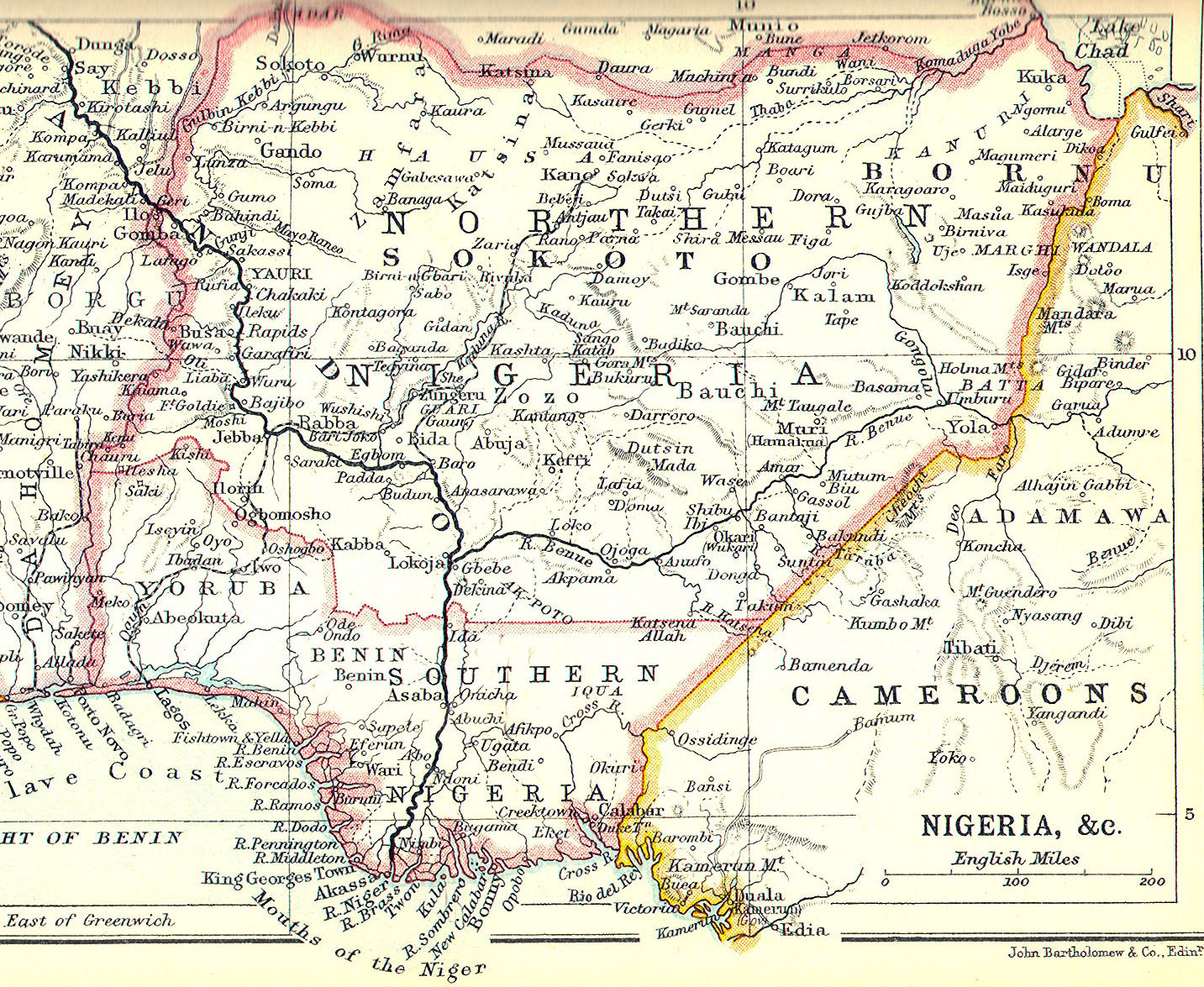
Nigèria del Sud i del Nord aproximadament el 1914 en un mapa de John Bartholomew & Co. d'Edimburg.

Nigèria del Nord fou un protectorat britànic que va existir de 1900 fins a 1914 i va cobrir la part del nord del que és avui dia Nigèria. El protectorat abraçava 660,000 quilòmetres quadrats i incloïa els estats del Sultanat o Califat de Sokoto i parts de l'antic Imperi de Bornu, que fou conquerit el 1902. El primer Alt Comissari del protectorat fou Frederick Lugard, qui activament va suprimir revolucions i va crear un sistema d'administració construïda al voltant d'autoritats natives. El Protectorat va acabar el 1914, quan la seva àrea va ser unificada amb la Colònia i Protectorat de Nigèria del Sud esdevenint la Província del Nord de la Colònia i Protectorat de Nigèria.

## Història
La Conferència de Berlín de 1884 i 1885 va concedir l'àrea que esdevindria el Protectorat de Nigèria del Nord als britànics. La Companyia Reial del Níger, creada com a Companyia Nacional Africana el 1882, va rebre carta de privilegi el 10 de juliol de 1886 i va operar amb George Taubman Goldie com a vicegovernador. La Companyia va negociar acords de comerç i acords polítics, de vegades de manera coactiva, amb molts dels caps, reietons i emirs, i amb el Sultanat de Sokoto (a més dels tractats de la Companyia Unida Africana a la qual havia comprat els drets). El 1897, Frederick Lugard fou nomenat cap de la Força de Frontera Africana de l'Oest que fou encarregada de parar la resistència fulani i les possibles incursions franceses a l'àrea del nord-oest.
El 28 de desembre de 1899 la carta de privilegis de la Companyia Reial del Níger Reial va ser revocada i l'1 de gener de 1900 el govern britànic va agafar el control. L'Empresa Reial del Níger va rebre 865,000£ i va rebre també els drets de la meitat de tots els ingressos produïts per les mines a la major part del seu territori per un període de 99 anys a canvi de cedir el seu territori al govern britànic. Lugard va ser nomenat Alt Comissari del Protectorat de Nigèria del Nord que es va crear amb aquests territoris; la capital que era a Lokoja, fou aviat traslladada per Lugard a Zungeru que va esdevenir la seu del protectorat el 1902 perquè era la ciutat del nord més accessible pel transport per riu. Originalment es va dividir l'àrea en onze províncies, que foren Bauchi, Bida, Bornu, Kabba, Kotangora, Lower Benue (Nassarawa), Ilorin, Muri, Sokoto, Upper Bema, i Zaria
Les operacions militars van començar el 1902 i van continuar per aproximadament cinc anys d'esporàdiques lluites. Les restes de l'Imperi de Bornu van ser conquerides el 1902 i el Sultanat de Sokoto i l'emirat de Kano va ser ocupats el 1903. La lluita va continuar el 1904 a Bassa. El 1906 un gran revolta qualificada de mahdista va començar a l'exterior de la ciutat de Sokoto, al poble de Satiru; una força combinada de britànics i del sultà de Sokoto nomenat pels britànics, Muhammadu Attahiru II, va destruir la ciutat i va matar a la majoria de residents implicats. Després de 1907 hi havia menys resistència i l'ús de la força militar pels britànics es va fer innecessari; el focus del Alt Comissari es va girar cap a la recaptació d'impostos i cap a l'administració.

## Administració
L'Administració britànica va començar amb Frederick Lugard com el primer Alt Comissari. El 1907, Lugard va deixar Nigèria per Hong Kong i Percy Girouard esdevingué el nou Alt Comissari. Girouard tenia al darrere una llarga història de construcció de vies de tren al Canadà i Àfrica i fou encarregat de la construcció de la part principal del ferrocarril del Protectorat. El 1909, Henry Hesketh Bell, el governador del Protectorat d'Uganda va ser nomenat alt comissari. El 1912 es calculava que l'àrea de Nigèria del Nord era aproximadament 660,000 quilòmetres quadrats i tenia una població d'uns 10 milions de persones. Charles Lindsay Temple esdevingué alt Comissari suplent el 1911 i 1912 i va començar a supervisar, en estreta col·laboració amb Lugard, la creació de la Colònia i Protectorat de Nigèria que el govern britànic volia formar reunint la colònia i Protectorat de Nigèria del Sud amb el Protectorat de Nigèria del Nord.
Un tret característic de l'administració del Protectorat de Nigèria del Nord era la inclusió de caps i emirs com "autoritats natives" inserides en l'administració britànica. La recaptació d'impostos es va demostrar molt difícil en el protectorat en els primers anys de govern britànic. Lugard va intentar establir impostos i taxes, però els seus intents foren frustrats pels emirats i per la necessitat d'introduir monedes controvertides; i els intents de gravar el comerç va ser oposats pels mercaders més poderosos. Això va crear un dèficit substancial en el pressupost del Protectorat i els projectes d'obres públiques van haver de ser pagats amb subvencions de l'Imperi Britànic. Com a resultat, els britànics sovint va tenir escassetat significativa de personal nacional abans de 1907. Aquestes preocupacions pragmàtiques van resultar en la incorporació de les autoritats tradicionals dins de l'estructura britànica.
Aquests reptes financers i administratius mateixos va portar a discussions dirigides per Lugard per la unificació de la Colònia de Lagos, el Protectorat de Nigèria del Sud, i el Protectorat de Nigèria del Nord. Les disparitats entre els protectorats podien ser corregides creant una administració central a Lagos, amb ingressos del sud per pagar projectes al nord. La unificada Colònia i Protectorat de Nigèria va començar l'1 de gener de 1914 i va tenir dos tinents governadors, un responsable per l'àrea de la província del Sud i un altre responsable per la província del Nord. L'administració en el Nord va restar en gran part separada i es va incloure i encara es va aprofundir l'ús d'autoritats natives. Aquestes divisions han persistit en molts aspectes fins avui dia.

## Alts comissionats
- 1900 - 1906 Frederick John Dealtry Lugard (des de 1901 Sir)
- 1906 - 1907 Sir William Wallace (interí)
- 1907 - 1908 Edouard Percy Cranwill Girouard

## Governadors
- 1908 - 1909 Edouard Percy Cranwill Girouard
- 1909 - 1912 Sir Henry Hesketh Bell
- 1912 - 1914 Sir Frederick John Dealtry Lugard